# 摂津郵便局
摂津郵便局（せっつゆうびんきょく）は、大阪府摂津市にある郵便局。民営化前の分類では集配普通郵便局であった。

## 概要
住所：〒566-8799 大阪府摂津市東正雀19-1

## 沿革
- 1984年（昭和59年）4月16日 - 摂津郵便局として、摂津市東正雀に開局[1]。摂津市内の集配業務を吹田郵便局から移管。
- 1999年（平成11年） - 外国通貨の両替および旅行小切手の売買に関する業務取扱を開始。
- 2007年（平成19年）10月1日 - 民営化に伴い、併設された郵便事業摂津支店に一部業務を移管。
- 2012年（平成24年）10月1日 - 日本郵便株式会社発足に伴い、郵便事業摂津支店を摂津郵便局に統合。

## 取扱内容
- 郵便、印紙、ゆうパック、内容証明
- 貯金、為替、振替、振込、国際送金、外貨両替・トラベラーズチェック、国債、投資信託
- 生命保険、バイク自賠責保険、自動車保険、変額年金保険
- ゆうちょ銀行ATM
- 「566-00xx」区域（摂津市全域）の集配業務
- ゆうゆう窓口

## 風景印
- 図案は東海道新幹線鳥飼車両基地に並ぶ新幹線（0系　100系　300系）。局名表記は「摂津」
- 使用開始日は1993年（平成5年）10月20日

## 周辺
- 摂津警察署
- 星翔高等学校
- 摂津市立第一中学校
- 摂津市立摂津小学校
- 摂津市民文化ホール

## アクセス
- 阪急京都線 摂津市駅から南へ約0.6km（徒歩約8分）
- 阪急京都線 正雀駅から北東へ約1.2km（徒歩約16分）
- JR東海道本線（JR京都線） 千里丘駅から南へ約1.2km（徒歩約16分）
- 大阪モノレール 摂津駅から北西へ約1.0km（徒歩約15分）
- 阪急バス、摂津市内循環バス 摂津警察署前停留所下車、西へ約200m
- 近畿自動車道 摂津北ICから西へ約1km
- 駐車場あり：11台